# Leptomenes raphiglossoides
Leptomenes raphiglossoides är en stekelart som beskrevs av Giordani Soika. Leptomenes raphiglossoides ingår i släktet Leptomenes och familjen Eumenidae. Inga underarter finns listade i Catalogue of Life.